# Kolozsi gyógyfürdő

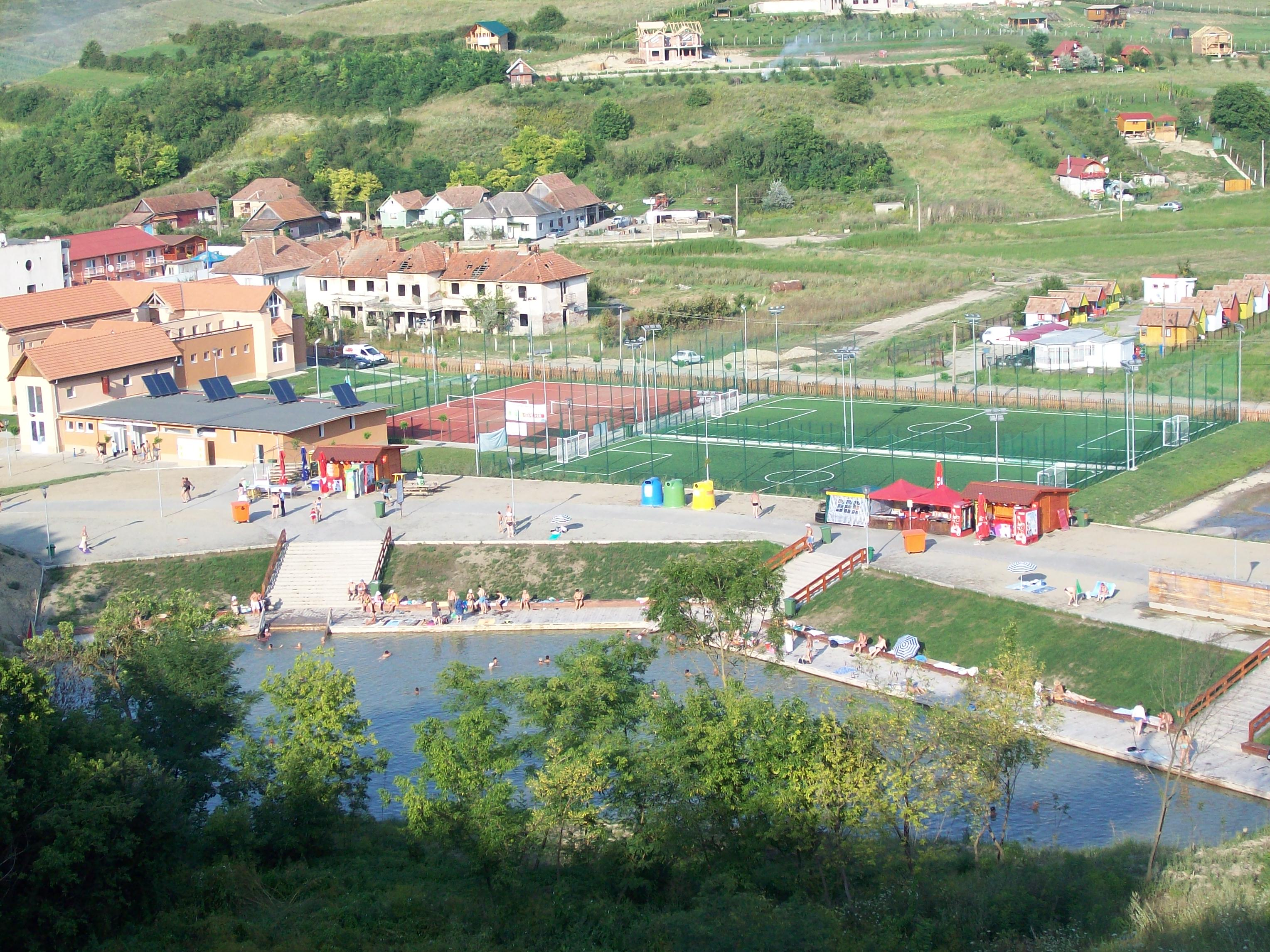
Kolozsi fürdő

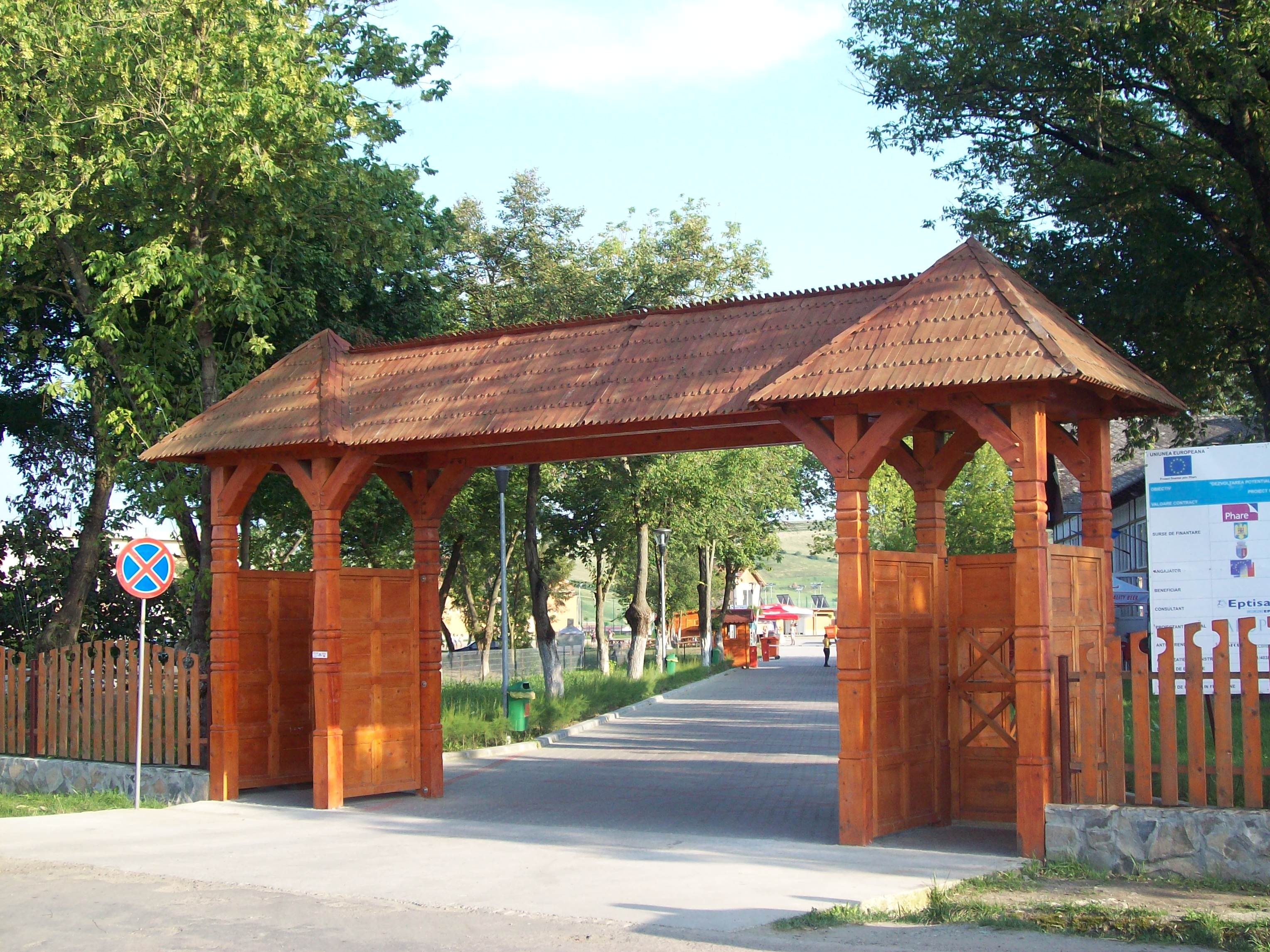
A fürdő bejárata

A kolozsi gyógyfürdő Romániában, Kolozs megyében található, Kolozs település keleti részén. 320 méteres tengerszint feletti magasságban helyezkedik el.
A gyógyfürdő mai helyén sóbánya volt, a legrégebbi sóbányászatot igazoló okiratok a 12. században keletkeztek. A sóbányászat egykoron nagyon fontos tevékenység volt, városi rangra emelte Kolozst.
A fürdő két tóból és egy zárt, meleg fürdőből áll. A víz mozgásszervi, endokrin és nőgyógyászati rendellenességek kezelésére alkalmas. A kolozsi gyógyfürdőt 2005–2008 között európai uniós pályázatból felújították, jelenleg a község tulajdonában és működtetésében van. A szabadtéri rész május és szeptember között van nyitva. A meleg-fürdő ősztől nyárig várja a vendégeket.